# ستيفان روجيري
ستيفان روجيري (بالإسبانية: Stephan Ruggeri)‏ هو لاعب كرة قدم أرجنتيني في مركز الدفاع، ولد في 13 أكتوبر 1996 في بوينس آيرس في الأرجنتين. لعب مع لوس أنديس.

## وصلات خارجية
- ستيفان روجيري على موقع قاعدة بيانات كرة القدم.إي يو (الإنجليزية)
- ستيفان روجيري على موقع Soccerway.com (الإنجليزية)